# Segretariato (Cina imperiale)
Il Segretariato (cinese: 中書省T, 中书省S, ZhōngshūshěngP, lett. "Ufficio Legislativo"), anche Segreteria Centrale o Segreteria Imperiale, era uno dei dipartimenti del sistema burocratico noto come "Tre dipartimenti e sei ministeri" creato per dirigere il governo della tarda Cina imperiale. Era la principale agenzia di elaborazione delle politiche, incaricata di proporre e redigere tutti i decreti imperiali. Era retto da due Segretari distinti tra quello "di sinistra" (anziano) e quello "di destra" (giovane).

Creato dalla dinastia Tang, il Segretariato venne abolito dalla dinastia Ming che lo soppiantò con il c.d. "Gran Segretariato" (內閣T, NèigéP).

## Storia

### Origini
Durante il regno dell'imperatore Han Wudi (dinastia Han occidentale) fu istituito il primo ufficio noto come "Segretariato" inteso quale canale di comunicazione tra i consiglieri dell'Imperatore e il governo nel suo insieme. Dalla dinastia Han orientale (25–220 d.C.) fu istituito anche un ufficio di consiglieri e revisori (base per l'evoluzione della successiva Cancelleria). Nel Regno Cao Wei (220–265 d.C.), l'imperatore Cao Pi si servì di questa base di consiglieri per istituire ufficialmente il Segretariato onde bilanciare il potente Dipartimento degli Affari di Stato. Questo è stato il primo ufficio noto come il "Segretariato" a svolgere funzioni simili alla sua forma successiva, redigendo editti imperiali.

### Evoluzione e sviluppi

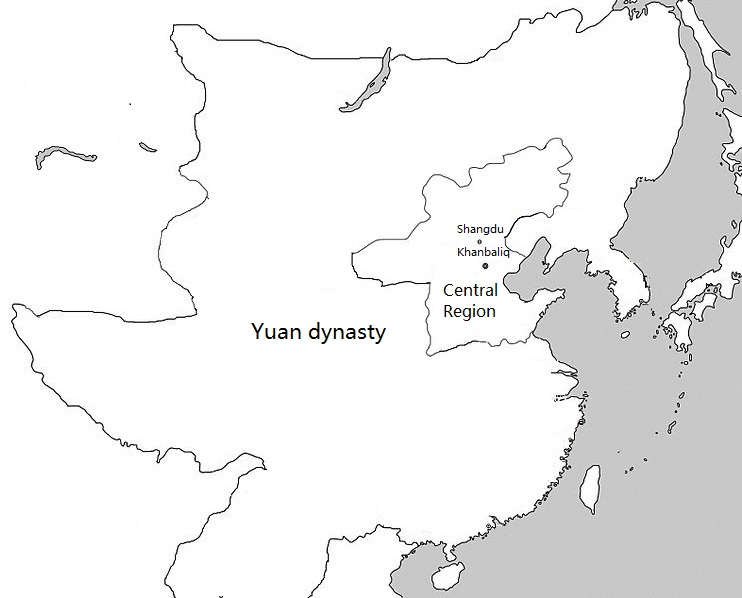
La regione centrale dell'Impero cinese direttamente governata dal Segretariato al tempo della dinastia Yuan.

Già al tempo della dinastia Song (960-1279) venne modificata la divisione tripartita delle agenzie esecutive di governo, spostando sul Segretariato buona parte del potere esecutivo. Questa tendenza si intensificò con le successive dinastie di origini mongole/tunghuse: i Liao (907-1125), i Jin (1115-1234) e gli Yuan (1279-1368). Tutte e tre queste dinastie conquistarono il potere in Cina calando da nord e si trovarono a dover riorganizzare il controllo dell'esecutivo per garantirsi la presa sullo stato e sulla popolazione da poco conquistati.
Al tempo degli Yuan, il Segretariato Centrale con funzioni allargate era l'unico organo a capo dell'amministrazione civile nell'impero cinese, soppiantando il Dipartimento degli affari di stato (尚書省, Shàngshūshěng) che venne contestualmente sciolto (salvo essere ricreato all'occorrenza per gestire specifiche manovre politiche per conto dei sovrani).
 
Il fondatore della dinastia, Kublai Khan, voleva un'agenzia esecutiva centralizzata che si occupasse di tutte le questioni di governo civile in tutto l'impero. Una simile gestione del potere era già stata fatta in precedenza ma in contesti più "primitivi". Il Segretariato esercitava il governo diretto dei territori circostanti la nuova capitale dinastica, Khanbaliq (l'attuale Pechino), nota come "Regione centrale" (腹 裏, fuli ): un vasto territorio comprendente le attuali province di Hebei, Shandong, Shanxi, la parte sud-orientale dell'attuale Mongolia Interna e le aree del Henan a nord del Fiume Giallo e inizialmente anche la Mongolia vera e propria.
 
La restante parte dell'impero fu suddivisa in 11 province "regolari" il cui controllo era affidato a dei Segretariati Periferici (行 中書省) subordinati al Segretariato Centrale. Il personale di queste "filiali" creò la struttura amministrativa necessaria al governo delle "Province" (行省), seppur non si trattasse di partizioni amministrative dello stato centrale vere e proprie.
 
I responsabili dei 12 segretariati erano probabilmente i "12 baroni" che secondo Marco Polo erano "sopra tutte le cose del Grande Kane" e risiedevano in un palazzo a Khanbaliq.
Il Segretariato passò dagli Yuan alla prima dinastia Ming (1368-1644) che lo privò però subito del controllo sulla "Regione Centrale". Il Segretariato fu poi abolito nel 1380 dopo che l'ultimo Cancelliere Hu Weiyong fu giustiziato dall'imperatore Hongwu, il primo imperatore del Ming, per sospetto tradimento. Hongwu creò a quel punto il Gran Segretariato, non più verticalizzato sotto un unico Segretario/Cancelliere ma affidato a diversi Gran Segretari che riportavano direttamente al monarca circa l'operato dei sei ministeri, sostituendo così formalmente il sistema dei "Tre dipartimenti e sei ministeri" con il sistema dei soli "Sei ministeri".